# Mearnsiana bullosa
Mearnsiana bullosa är en insektsart som beskrevs av Rehn, J.A.G. och J.W.H. Rehn 1939. Mearnsiana bullosa ingår i släktet Mearnsiana och familjen Heteropterygidae. Inga underarter finns listade i Catalogue of Life.